# Памятник (Херсонская область)
Памятник (укр. Пам'ятник) — село в Мирненской поселковой общине Скадовского района Херсонской области Украины.
Население по переписи 2001 года составляло 28 человек. Почтовый индекс — 75821. Телефонный код — 5530. Код КОАТУУ — 6523287704.

## Местный совет
75830, Херсонская обл., Каланчакский р-н, с. Червоный Чабан, ул. Ленина, 23